# Louis Blanc
Louis Blanc, de batismo Louis Jean Joseph Charles Blanc (Madrid, 29 de outubro de 1811 – Cannes, 6 de dezembro de 1882) foi um socialista francês.
Teve importante participação na Revolução de 1848, quando suas idéias foram colocadas em prática devido à associação entre liberais e socialistas, na tentativa de derrubar a monarquia. Eis elas: seriam criadas associações profissionais de trabalhadores de um mesmo ramo de produção, as Oficinas Nacionais, financiadas pelo Estado. O lucro seria dividido entre o Estado, os associados e para fins assistenciais.

## Vida
Louis Blanc nasceu em Madrid na época seu pai ocupava o posto de inspetor-geral de finanças durante o reinado de Joseph Bonaparte, irmão de Napoleão Bonaparte.
Pouco depois da Revolução de 1830, que arruinou sua família, partiu para Paris e se juntou ao Partido Republicano. Tornou-se preceptor do filho de um construtor de máquinas em Arras e passa a apoiar aos poucos as lutas da classe operária.
Apesar das dificuldades econômicas, estudou Direito em Paris e colaborou em vários jornais, defendendo causas como o sufrágio universal.
Em 1839, publicou "A Organização do Trabalho", obra que critica a economia liberal e a concorrência exacerbada que levaria à miséria aqueles que nada possuíam. Opõe-se aos patrões e convoca os operários a se associar para defender seus direitos. Defendia uma economia guiada pela fraternidade.
Defende a criação de associações operárias de produção, oficinas sociais, com fins lucrativos, que seriam controladas pelo Estado no primeiro ano.
Essa defesa do apoio estatal o distinguiu dos outros teóricos socialistas da época. Blanc acreditava que os trabalhadores poderiam controlar seus próprios meios de subsistência, mas, para isso, deveriam receber ajuda financeira para viabilizar as oficinas cooperativas. Portanto, Blanc apresentou um modelo de financiamento nacional destas oficinas até que os trabalhadores pudessem assumir o controle. Quando a proposta foi lançada na Assembleia Nacional, Émile Thomas, um rival de Blanc, foi encarregado de implementar o modelo.
Émile Thomas implementou um modelo no qual os trabalhadores eram submetidos a duros trabalhos braçais, em totais condições de precariedade, além de salários miseráveis.
Blanc publica, em 1841, uma obra sobre a história da década de 1830 na França ("A História de Dez Anos"). A partir de 1843, passa a escrever no jornal "A Reforma".

### "Histoire de la Révolution Française"
Em 1847, publicou os dois primeiros volumes de sua "Histoire de la Révolution Française", que teve a publicação interrompida pela Revolução de fevereiro de 1848, quando se tornou membro do governo provisório da II República, como encarregado de uma comissão de promoção dos trabalhadores, que não tinha orçamento nem poder real. Tenta pôr em prática suas ideias: associações, conciliações entre patrões e assalariados, propostas de projetos de lei. Porém, depois do êxito dos conservadores em abril de 1848, é descartado do governo por suas ideias socialistas. Suspeito de ter participado das manifestações de junho de 1848, exilou-se na Inglaterra até 1870.
Foi eleito em 1871 como deputado à Assembleia Nacional e se opôs à Comuna de Paris, porque violava a legalidade. Em 1878, defendeu a abolição da Presidência e do Senado. Em 1876, foi eleito deputado de extrema-esquerda, mas teve pouca influência nos debates parlamentares. Em 1879, ao lado de Victor Hugo, defendeu um projeto de anistia aos líderes da Comuna de Paris.

### Morte
Em 6 de dezembro de 1882, morreu em Cannes. no dia 12 do mesmo mês, recebeu em Paris funerais de Estado.

## Publicações
- Organisation du travail [1839], Bureau de la Société de l’Industrie Fraternelle, Paris, 1847, 5ª edição.
- Histoire de dix ans, 1830-1840, Pagnerre, Paris, 1842, 2ª edição. Online. Texto online em francês fornecido por Wikisource : s:fr:Histoire de dix ans.
- Révélations historiques, Meline, Cans et compagnie, Éditeurs, Bruxelles, 1859.
- Histoire de la révolution française, Langlois et Leclercq, Paris, 1847-1862, 12 vols; Furne et Cie - Pagnerre, Paris, 1857-1870, 12 vols., 2ª edição, com prefácio de George Sand.
- Le Catéchisme des socialistes, Paris, aux bureaux du Nouveau-Monde, 1849.
- Appel au Honnêtes Gens. Quelques pages d'histoire contemporaine, Paris, au bureau central, 1849.
- Avec Jacques Crétineau-Joly, la contre-révolution, partisans, vendéens, chouans, émigrés 1794-1800.
- Lettres sur l'Angleterre (1866-1867).
- Dix années de l'Histoire de l'Angleterre (1879-1881).
- Questions d'aujourd'hui et de demain (1873-1884).
- « Quelques vérités économiques », Les Temps nouveaux, Révélations historiques, 1911.